# Édouard Daladier
Édouard Daladier (ur. 18 czerwca 1884 w Carpentras, zm. 10 października 1970 w Paryżu) – francuski polityk, premier Francji w latach 1933-1934 oraz 1938-1940.

## Życiorys
W latach 1919–1940 był deputowanym do parlamentu, kilkakrotnie ministrem różnych resortów (m.in. kolonii – 1924–1925, robót publicznych – 1930–1932, wojny – 1936–1937). Trzykrotnie był też premierem rządu – w 1933, 1934 i od kwietnia 1938 do marca 1940. Był jednym z przywódców Partii Radykalnej. Kiedy afera Stavisky'ego przesądziła o upadku rządu Camille'a Chautempsa prezydent powierzył mu sformowanie nowego gabinetu. Słynął z nieudolności i korupcji.

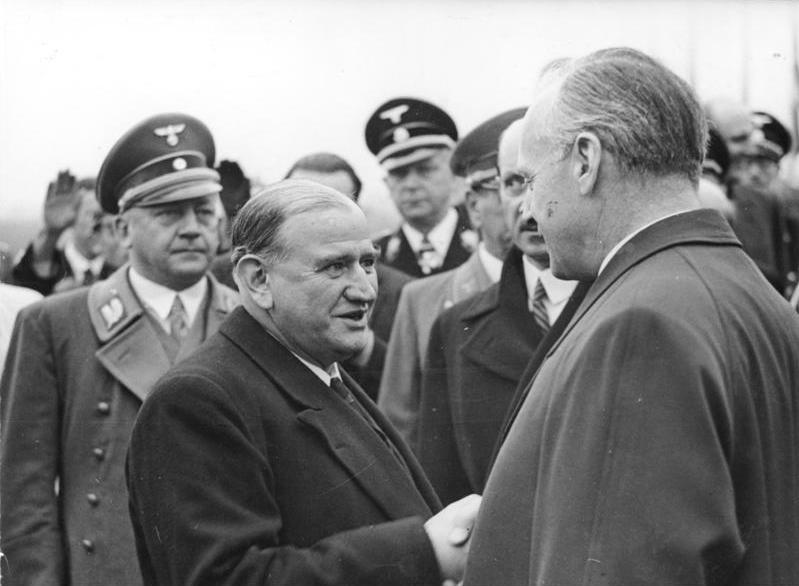
Édouard Daladier (w środku) z Joachimem von Ribbentropem podczas konferencji monachijskiej w 1938

W dniu 6 lutego 1934 roku monarchistyczny dziennik „L'Action Française” wezwał swoich czytelników: „Po wyjściu z biur paryżanie udadzą się przed Izbę Deputowanych, aby dać do zrozumienia rządowi i jego parlamentarnym poplecznikom, że mają dość tego wstrętnego reżimu”. O godzinie 18:00 na Placu Concorde zgromadziły się tłumy ludzi, głównie członkowie i sympatycy organizacji monarchistycznych, narodowych, faszystowskich i kombatanckich – Akcji Francuskiej, Kamelotów Króla, Krzyży Ognistych, Młodzieży Patriotycznej, Solidarności Francuskiej. Organizatorzy oceniali liczbę ludzi na blisko 200 tys. Około 19:30 na moście Concorde policja otworzyła ogień do tłumu. Rozruchy ustały dopiero o północy. Katolicki dziennik „La Croix” napisał o „szlachetnej krwi przelanej na Placu Zgody”. Lewicowa prasa zarzucała demonstrującym próbę przeprowadzenia zamachu stanu. Premier E. Daladier w oficjalnym komunikacie skłamał, że zginęło tylko 6 demonstrantów i aż 3 policjantów, a 350 osób (w tym 180 policjantów) odniosło rany. W rzeczywistości poległo lub zmarło z odniesionych ran 16 uczestników demonstracji i 1 policjant. Było też 2329 rannych, w tym 1764 policjantów. „Krwawy wtorek” doprowadził do upadku gabinetu E. Daladiera. Nie zniknął on jednak z polityki. 
We wrześniu 1938 podpisał układ monachijski, w wyniku którego Czechosłowacja utraciła Kraj Sudetów, fortyfikacje i możliwość skutecznej obrony, a 15 marca 1939 niepodległość. Stał na czele rządu w pierwszym etapie II wojny światowej. W 1940 został aresztowany przez rząd Vichy, sądzony w 1942 w Riom, a następnie (w 1943) deportowany do Niemiec i uwięziony w obozach koncentracyjnych w Dachau oraz w Buchenwaldzie. 
Mimo kompromitującej nieudolności został w 1946 wybrany deputowanym do Zgromadzenia Konstytucyjnego IV Republiki, zaś w latach 1946–1958 do Zgromadzenia Narodowego. W latach 1947–1954 był przewodniczącym Ugrupowania Lewicy Republikańskiej, w latach 1957–1958 przewodniczącym Partii Radykalnej. Sprzeciwiał się utworzeniu Europejskiej Wspólnoty Obronnej, występował także przeciwko układom paryskim. Przeciwnik prezydenta de Gaulle'a, protestował przeciwko ograniczeniu roli parlamentu w Konstytucji V Republiki.